# Problema de Erdős-Graham
En teoría de números, el problema de Erdős-Graham consiste en probar que, si el conjunto {2, 3, 4, ...} de números enteros mayores que uno es separado en un número finito de particiones, uno de los subconjuntos puede usarse para formar una representación de la unidad según la fracción egipcia. Es decir, por cada r > 0, y por cada r-coloración (criterio de separación de los enteros asignándoles r colores) de los enteros mayores que uno, hay un subconjunto monocromático finito S de estos enteros tal que
{\displaystyle \sum _{n\in S}{\frac {1}{n}}=1.}
Más detalladamente, Paul Erdős y Ronald Graham conjeturaron que, para una r suficientemente grande, el miembro más grande de S podría estar limitado por br, siendo b alguna constante independiente de r. Se sabía que, para que esto sea cierto, b debe ser al menos el número e.
Ernie Croot demostró la conjetura como parte de su tesis doctoral, y más adelante (mientras era un estudiante postdoctoral en la Universidad de California en Berkeley) publicó la prueba en los Annals of Mathematics. El valor que da Croot para b es muy grande: es como mucho e167000. El resultado de Croot se deduce como un corolario de un teorema más general que establece la existencia de representaciones de la fracción egipcia de la unidad para los conjuntos C de números lisos en intervalos de la forma [X, X1+δ], donde C contiene suficientes números para que la suma de sus recíprocos sea al menos seis. La conjetura de Erdős-Graham se deduce de este resultado al mostrar que puede encontrarse un intervalo de esta forma en el que la suma de los recíprocos de todos los números uniformes es al menos 6r; por lo tanto, si los números enteros son r-coloreados, debe haber un subconjunto monocromático C que satisfaga las condiciones del teorema de Croot.